# Лескова (деревня)
Лескова — деревня в Упоровском районе Тюменской области России, входит в состав Коркинского сельского поселения. Расположена на правом берегу реки Тобол, на автодороге Упорово — Буньково — Коркино. В деревне одна улица и три переулка. Расстояние до Коркина — 3 км, до районного центра — села Упорово — 35 км, до областного центра — города Тюмени — 177 км.

## История
Впервые упоминается в переписи 1710 года: 
Лескова деревня в ней крестьяне живут. Во дворе Василий Лесков 36 жена Василиса 40 сын Анисим 5 лет. Во дворе Мосей Лесков 40 жена Ульяна 40. дети Дементий 5. Марко 4 лет.
Основали деревню братья Василий и Моисей Лесковы.

В 1749 году по приказу правительства производилась перепись пограничных поселений, выяснялась численность в них мужчин от 16 до 50 лет и наличие у них оружия. 
Деревня Лескова расстояние от оной слободы (Суерской) пятнадцать верст, которая построена над рекой Тоболом, в ней имеется дворового строения 19 дворов. Крестьян от 16 до 50 лет 35 человек.
С 1710 года Лескова относилось к Суерской слободе, с 1795 года входила в состав Поляковской волости, с 1884 года — Коркинской волости. В 1919 образован Лесковский сельсовет, в начале 1924 года упразднён, вошёл в состав Одинского сельсовета, с 1954 года в Коркинском сельсовете, с 2004 года в составе Коркинского сельского поселения.
В 1912 в деревне было часовня, школа, семь водяных мельниц, кузница, торговая лавка, почтовая станция. В 1929 образован колхоз «Прожектор», в 1950 году вошёл в состав «Путь Сталина» и в 1960 — «Буденовец». В 1931 создана пимокатная мастерская, в которой трудились 12 человек. Была крупная свиноферма (до 5 тыс. голов). В результате реформирования сельского хозяйства свиноферма ликвидирована, жители в основном занимаются личным подворьем. Из объектов быта в Лесковой имеется только магазин. В годы Великой Отечественной войны ушёл на фронт 41 человек, из них 5 человек не вернулись домой.
Лескова относилась к приходу Богородице-Казанской церкви села Коркино. В 1892 году была построена часовня в честь Положения ризы Пресвятой Богородицы во Влахернах. Постановлением Уральского облисполкома от 14.06.1926 года часовня была закрыта, а здание передано под красный уголок.
Земская школа учреждена в 1900 г. В 1910 году в ней обучалось 24 мальчика и 2 девочки, всего 26 учеников. В Лесковской начальной школе в 1931 году обучалось 32 ученика.

## Население
| 1710 | 1782 | 1816 | 1834 | 1858 | 1897 | 1989 |
| ---- | ---- | ---- | ---- | ---- | ---- | ---- |
| 51   | ↗94  | ↗145 | ↗180 | ↗237 | ↗253 | ↘12  |
| 2002 | 2010 |      |      |      |      |      |
| ↗30  | ↘17  |      |      |      |      |      |

## Галерея

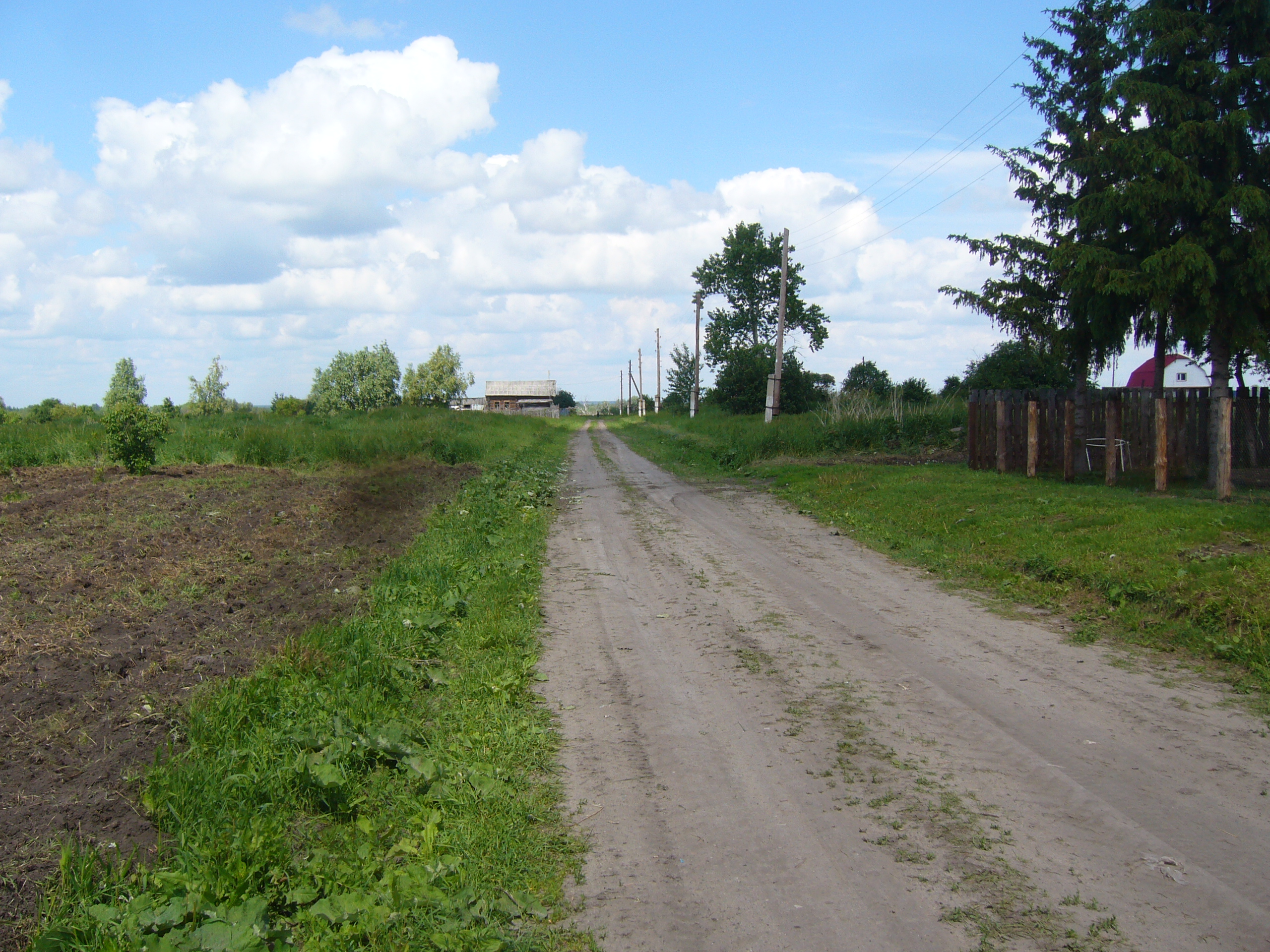
Лескова, ул.Центральная
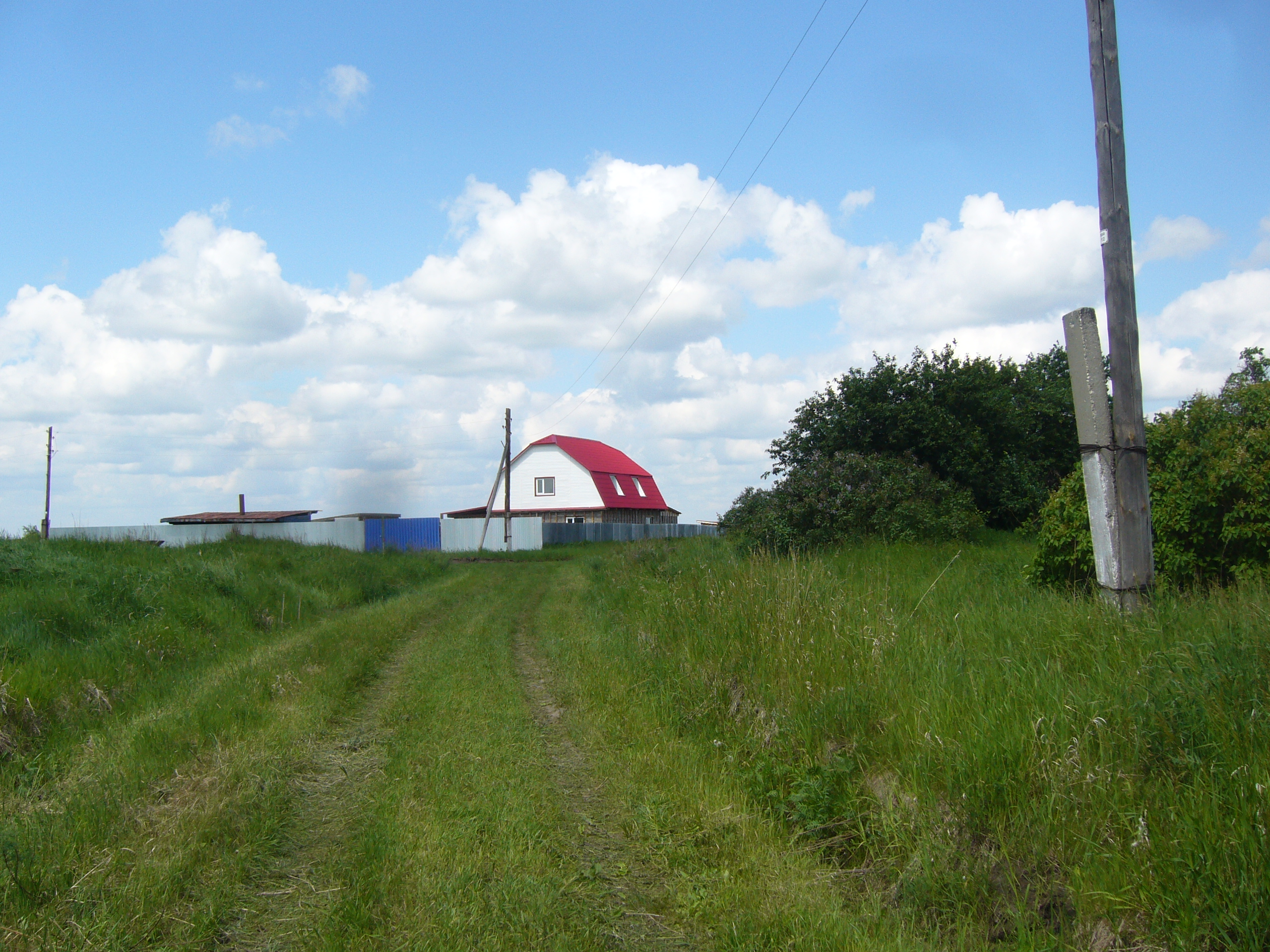
Лескова, ул.Центральная
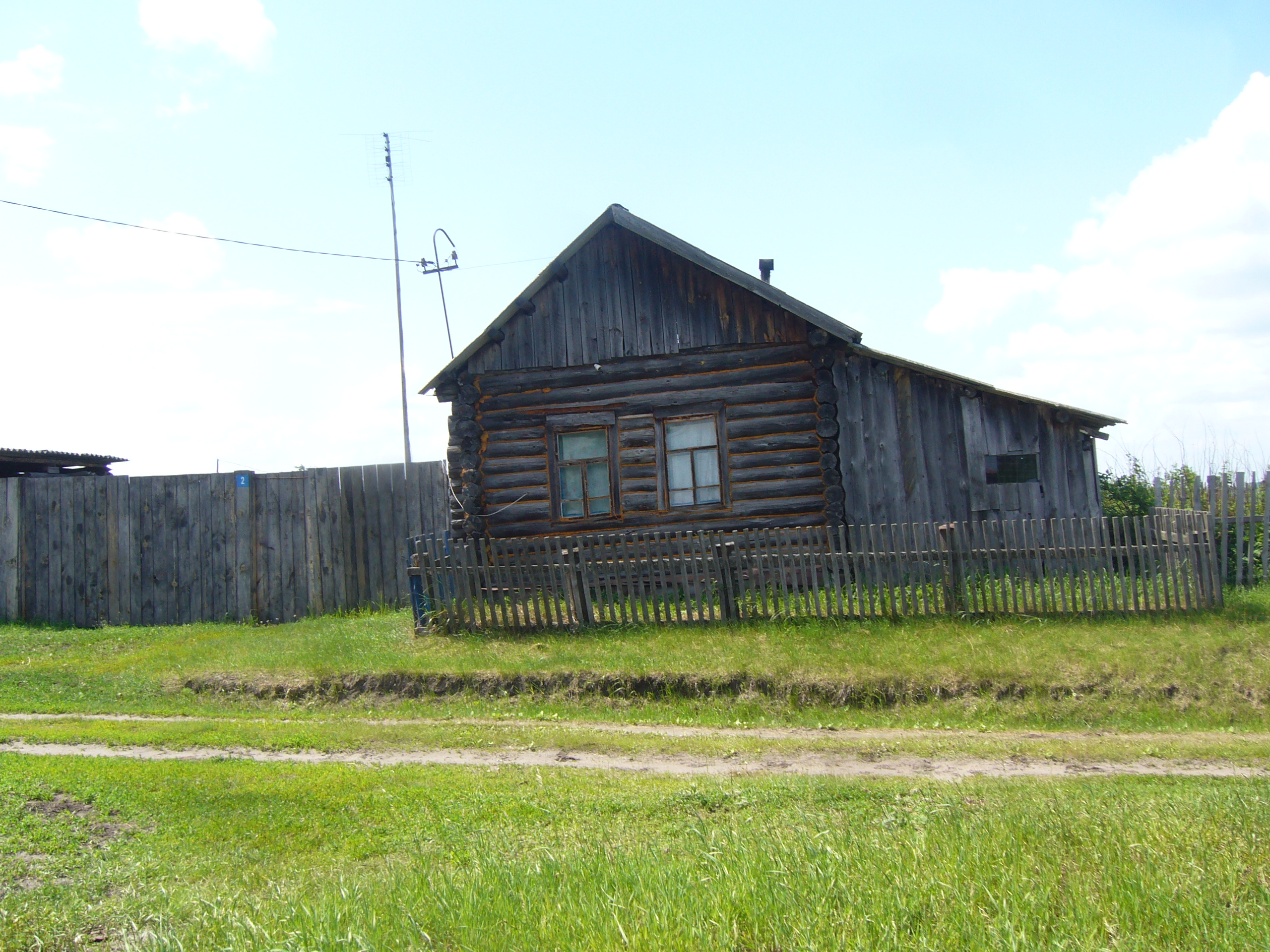
Лескова, ул.Центральная
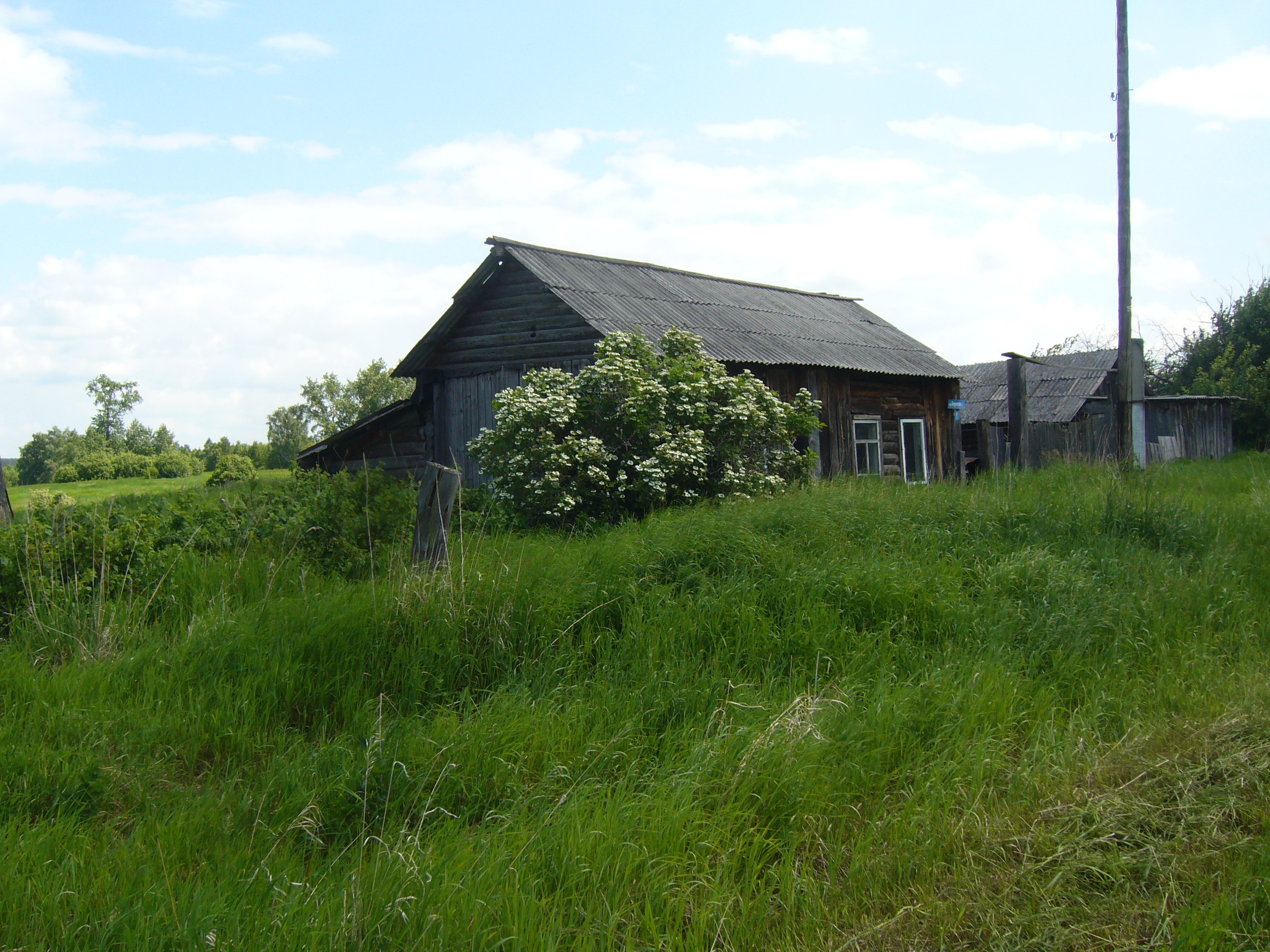
Лескова, ул.Центральная
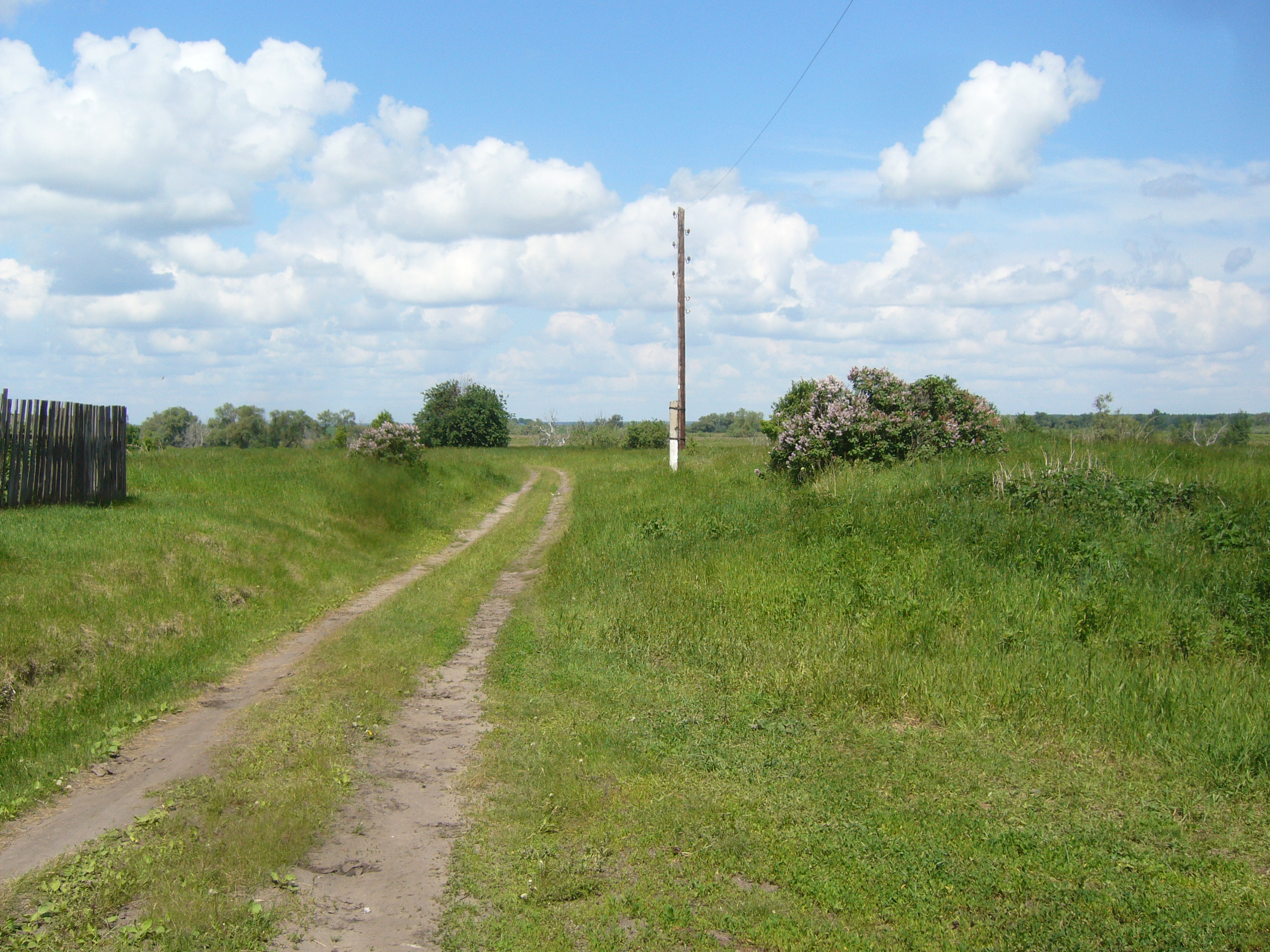
Лескова, ул.Центральная
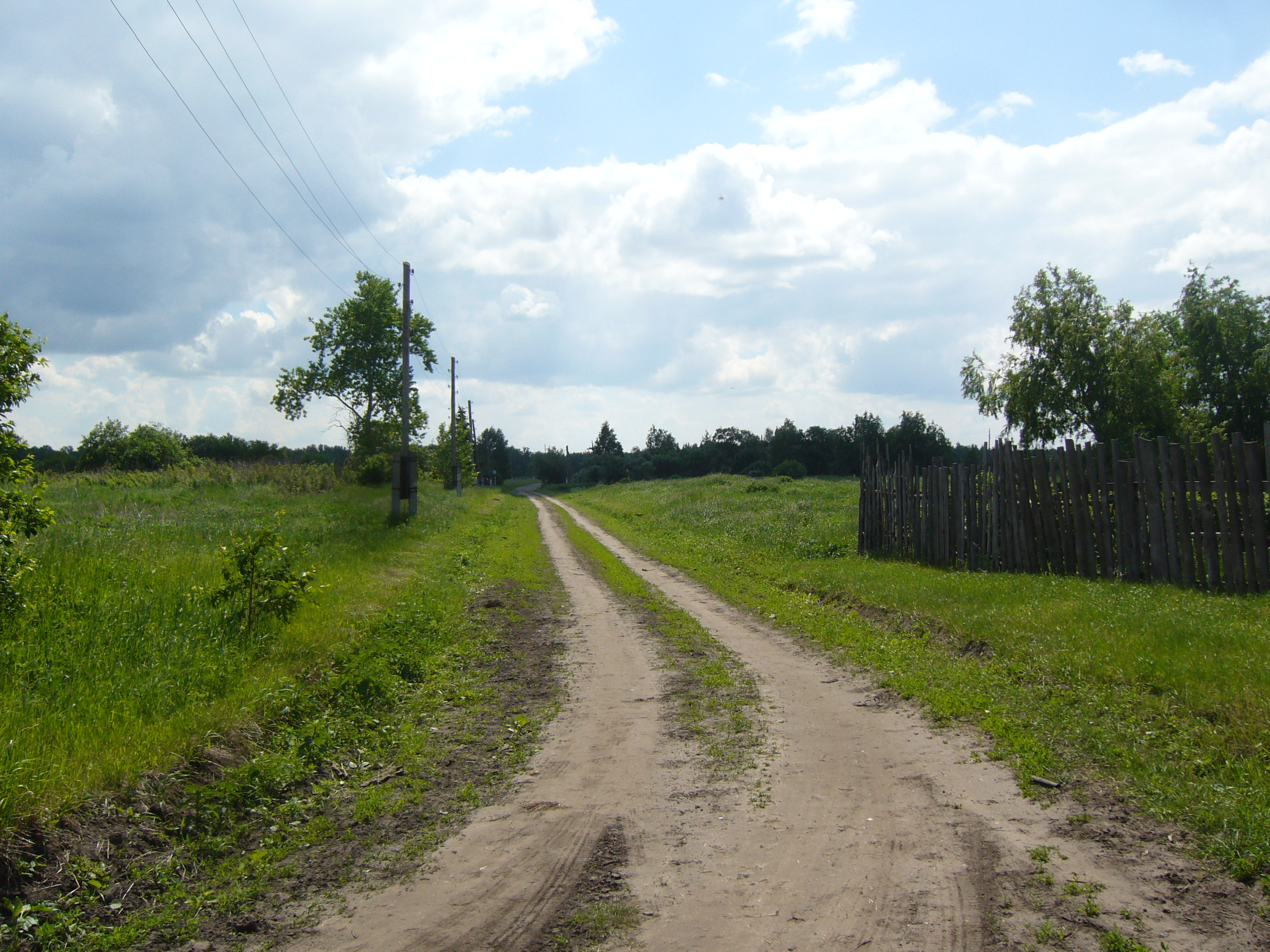
Лескова, ул.Центральная